# Seine-Port
 Seine-Port  es una población y comuna francesa, en la región de Isla de Francia, departamento de Sena y Marne, en el distrito de Melun y cantón de Savigny-le-Temple.

## Demografía
| 1047 | 1110 | 1131 | 1129 | 1685 | 1754 |
| Para los censos de 1962 a 1999 la población legal corresponde a la población sin duplicidades (Fuente: INSEE [Consultar]) |      |      |      |      |      |